# Amblydoras
Amblydoras is een geslacht van straalvinnige vissen uit de familie van de doornmeervallen (Doradidae).

## Soorten
- Amblydoras affinis (Kner, 1855)
- Amblydoras bolivarensis (Fernández-Yépez, 1968)
- Amblydoras gonzalezi (Fernández-Yépez, 1968)
- Amblydoras monitor (Cope, 1872)
- Amblydoras nauticus (Cope, 1874)